# Poslednij uik-ėnd
Poslednij uik-ėnd (Последний уик-энд) è un film del 2005 diretto da Pavel Sanaev.

## Trama
Il film racconta di quattro ragazzi che decidono di sbarazzarsi del corpo di un amico morto per sbaglio.